# Shaunae Miller-Uibo
Shaunae Miller-Uibo (Sinh ngày 15 tháng 4 năm 1994) là một vận động viên chạy nước rút người Bahamas, nội dung sở trường là 400 mét và 200 mét. Cô là giành huy chương vào nội dung 400 mét tại Thế vận hội mùa hè 2016 và huy chương vàng 200 mét tại Đại hội thể thao Khối Thịnh vượng chung 2018. Tại Giải vô địch Điền kinh Thế giới IAAF cô đã giành được huy chương bạc nội dung 400 m vào năm 2015 và huy chương đồng nội dung 200 m vào năm 2017.
Miller-Uibo giành một huy chương vàng nội dung 400 m tại Giải vô địch điền kinh U20 thế giới 2010 và một huy chương đồng tại Giải vô địch trong nhà IAAF thế giới 2014. Cô ấy là nhà vô địch IAAF Diamond League ở cả nội dung 200 m và 400 m vào năm 2017.
Thành tích cá nhân tốt nhất của cô là 21,88 nội dung 200 m. Cô là vận động viên nhanh nhất Bahamas nội dung 400 m với thành tích 48,97 giây (Monaco Diamond league 2018). Cô ấy nắm giữ không chính thức kỷ lục thế giới trong các nội dung 200 m và 300 m. Cô đã giành được một số danh hiệu quốc gia trong nội dung 200 m và 400 m và cũng giành được danh hiệu NCAA Division I Indoor cho Georgia Bulldogs và Lady Bulldogs vào năm 2011.
Cô đã kết hôn với vận động viên mười môn phối hợp người Estonia Maicel Uibo.

## Lúc nhỏ
Nguồn gốc là một người Bahamas gốc Phi, Miller-Uibo được sinh ra ở Mabelene và Shaun Miller ở Nassau, Bahamas vào ngày 15 tháng 4 năm 1994. Cô đã hoàn thành chương trình giáo dục phổ thông tại Trường Cao đẳng St. Augustine's ở Nassau và sau đó theo học tại Đại học Georgia. Cô gặp Maicel Uibo (vận động viên mười môn phối hợp người Estonia) và cặp đôi này kết hôn vào năm 2017.